# Хумано друштво Добро срце
Хумано друштво Добро срце основано је 11. фебруара 1928. године у Београду. Ово друштво имало је задатак да помаже сиромашној деци, која су живела у тешким условима. Друштво су основали возачи трамваја, кондуктери и кочничари Дирекције трамваја и осветљења, који су иако и сами неимућни желели да помогну деци, која су живела у највећој беди.
Под председништвом Матеје Крашевића техничког надконтролора Дирекције трамваја и осветљења и секретаром Јованом Јовановићем кочничарем, као и њиховим сарадницима, друштво је успело да опскрби гардеробом и другим неопходним потрепштинама много деце. Године 1928. друштво је обезбедило двоје деце, наредне године њих седморо, 1930. десеторо деце и сваком годином број деце којима је друштво помогло је растао и у наредном периоду прећи ће и стотину за једну годину.
Друштво је приредило и изложбу слика трамвајских несрећа у Ратничком дому, која је трајала петнаест дана, а све у циљу да би се грађани сачували од честих несрећа. Приход од изложбе употребљен је за питомце о којима се друштво Добро срце старало. Друштво је даровало 6000 динара за летовалиште за сиромашну и незбринуту децу, а исто толико је приложило и разним хуманитарним организацијама приликом различитих свечаности. Друштво је такође донирало 10000 динара за помоћ сиромашнима.
Неки од чланова овог друштва били су: Цветко Савић, Илија Арежина, Илија Петровић, Илија Јеремић, Вукашин Драгичевић, Веља Крстић, Иван Вуковић, Драгомир Ђуровић, Тома Спасић, Тоза Миљковић, Милосав Помић и Матеја Крашевић.